# Kōji Sugeno
Kōji Sugeno (japanisch 菅野 浩二 Sugeno Kōji; * 24. August 1981 in Ageo) ist ein japanischer Rollstuhltennisspieler.

## Karriere
Kōji Sugeno ist durch einen Motorradunfall querschnittgelähmt. Er spielte zuerst Rollstuhlbasketball, bevor er sich im Alter von 20 Jahren dem Rollstuhltennis zuwandte. Seine ersten ITF-Turniere bestritt er 2011, anfangs trat er in der Klasse der Paraplegiker („Offene Klasse“) an, 2016 wechselte er zu den Quadriplegikern („Quad“) – dabei war er sowohl im Einzel als auch im Doppel die fast durchgehend in den Top Ten der Weltrangliste notiert. Seit 2024 startet er erneut in der offenen Klasse.
Sugeno hat mehrfach an Grand-Slam-Turnieren teilgenommen, seine besten Ergebnisse erzielte er 2019, als er sowohl bei den French Open als auch bei den Wimbledon Championships das Doppel-Endspiel erreichen konnte.
Seit 2018 ist er mehrfach beim World Team Cup für Japan angetreten und war 2019 am Gewinn des Wettbewerbs beteiligt.
2019 erreichte er zusammen mit dem Koreaner Kim Kyu-seung das Doppelfinale des Wheelchair Tennis Masters – die Asiaten verloren in drei Sätzen gegen Heath Davidson und Niels Vink.
Bei den Para-Asienspielen konnte Sugeno insgesamt vier Medaillen gewinnen. Bei den Spielen 2018 in Jakarta war es Silber im Einzel und zusammen mit Mitsuteru Moroishi Gold im Doppel. 2023 in Hangzhou konnte er zweimal Gold holen, den Doppelwettbewerb bestritt er dort zusammen mit Daisuke Ishito.
Kōji Sugeno erreichte 2021 in Tokio bei den Sommer-Paralympics sowohl im Einzel als auch im Doppel das Spiel um Platz drei. Während er sich im Einzel Niels Vink geschlagen geben musste, konnte er sich zusammen mit Mitsuteru Moroishi gegen die Briten Antony Cotterill und Andrew Lapthorne durchsetzen und damit die Bronzemedaille gewinnen.

## Leistungsbilanz bei den Grand-Slam-Turnieren

### Einzel
| Turnier         | 2019 | 2020 | 2021 | 2022 | 2023 | 2024 | Karriere |
| --------------- | ---- | ---- | ---- | ---- | ---- | ---- | -------- |
| Australian Open | –    | –    | VF   | VF   | –    | –    | VF       |
| French Open     | HF   | –    | –    | VF   | HF   | –    | HF       |
| Wimbledon       | HF   |      | –    | VF   | –    | –    | HF       |
| US Open         | –    | –    | HF   | VF   | VF   |      | HF       |

### Doppel
| Turnier         | 2019 | 2020 | 2021 | 2022 | 2023 | 2024 | Karriere |
| --------------- | ---- | ---- | ---- | ---- | ---- | ---- | -------- |
| Australian Open | –    | –    | HF   | HF   | –    | –    | HF       |
| French Open     | F    | –    | –    | HF   | HF   | –    | F        |
| Wimbledon       | F    |      | –    | HF   | –    | –    | F        |
| US Open         | –    | –    | HF   | HF   | VF   |      | HF       |

Zeichenerklärung: S = Turniersieg; F, HF, VF, AF = Einzug ins Finale / Halbfinale / Viertelfinale / Achtelfinale; 1, 2, 3 = Ausscheiden in der 1. / 2. / 3. Hauptrunde; nicht ausgetragen